# Lakmartin
Lakmartin (olaszul: Lagomartino) falu Horvátországban Tengermellék-Hegyvidék megyében. Közigazgatásilag Krkhez tartozik.

## Fekvése
A Krk-sziget Šotoventonak nevezett nyugati részén Krk városától 4 km-re északra a Kornić feletti dombon, a Punat – Kornić – Lizer út mellett fekszik.

## Története
Területe a 15. század közepéig csak gyéren lakott volt, főként néhány módosabb vegliai család használta mezőgazdasági célokra, elsősorban állattartásra. A Frangepánok, hogy fokozzák az adóból származó bevételeiket a 15. században velebiti vlachokat telepítettek ide, akik egy sajátos nyelvet az úgynevezett krki románt (krčkorumunjski) beszélték.
A Frangepánok krki uralma 1480-ig tartott, amikor Velence tartva attól, hogy a Mátyás magyar király elfoglalja Frangepán VII. Jánost a sziget átadására bírta. Ezt követően Krk szigetét a Velence által kinevezett kormányzók, velencei nemesek igazgatták, akik viszonylagos önállóságot élveztek. A 16. század elején a török veszély miatt a kontinens területeiről számos menekült érkezett ide. 1797-ben a napóleoni háborúk egyik következménye a Velencei Köztársaság megszűnése volt. Napóleon bukása után 1813-ban Krk osztrák kézre került. Ausztria 1822-ben a Kvarner szigeteivel együtt elválasztotta Dalmáciától és Isztriával kapcsolta össze, mely közvetlenül Bécs irányítása alá tartozott. 1867 és 1918 között az Osztrák–Magyar Monarchia része volt. 1857-ben 84, 1910-ben 121 lakosa volt. Az Osztrák-Magyar Monarchia bukását rövid olasz uralom követte, majd a település a Szerb–Horvát–Szlovén Királyság része lett. A második világháború idején előbb olasz, majd német csapatok szállták meg. A háborút követően újra Jugoszlávia, majd az önálló horvát állam része lett. 2011-ben 24 lakosa volt. A múltban nagyobb népességű település régi kőházaival kihalófélben van. A nyári hónapokban azonban felpezsdül az élet, mert néhány házat nyaralóvá alakítottak át. A településen üzlet is működik, vízvezetéke azonban még mindig nincsen, csak a kiépítését tervezik.

## Lakosság
| Lakosság változása | Lakosság változása | Lakosság változása | Lakosság változása | Lakosság változása | Lakosság változása | Lakosság változása | Lakosság változása | Lakosság változása | Lakosság változása | Lakosság változása | Lakosság változása | Lakosság változása | Lakosság változása | Lakosság változása | Lakosság változása |
| ------------------ | ------------------ | ------------------ | ------------------ | ------------------ | ------------------ | ------------------ | ------------------ | ------------------ | ------------------ | ------------------ | ------------------ | ------------------ | ------------------ | ------------------ | ------------------ |
| 1857               | 1869               | 1880               | 1890               | 1900               | 1910               | 1921               | 1931               | 1948               | 1953               | 1961               | 1971               | 1981               | 1991               | 2001               | 2011               |
| 84                 | 92                 | 90                 | 118                | 124                | 121                | 127                | 80                 | 103                | 97                 | 64                 | 41                 | 21                 | 15                 | 20                 | 24                 |

## Nevezetességei
- Az Angyali Üdvözlet tiszteletére szentelt kápolnája 1723-ban épült, egyhajós, barokk épület. Régi Szent Antal képe után a helyiek Páduai Szent Antal kápolnaként ismerik. A keresztút képeit Alme Dujmović festette. Fennmaradt az építéséről szóló okirat, melyet a velencei dózse 1744-ben erősített meg.
- A faluközpont hagyományos építésű kőházai védelem alatt állnak.